# Paul L. Schechter

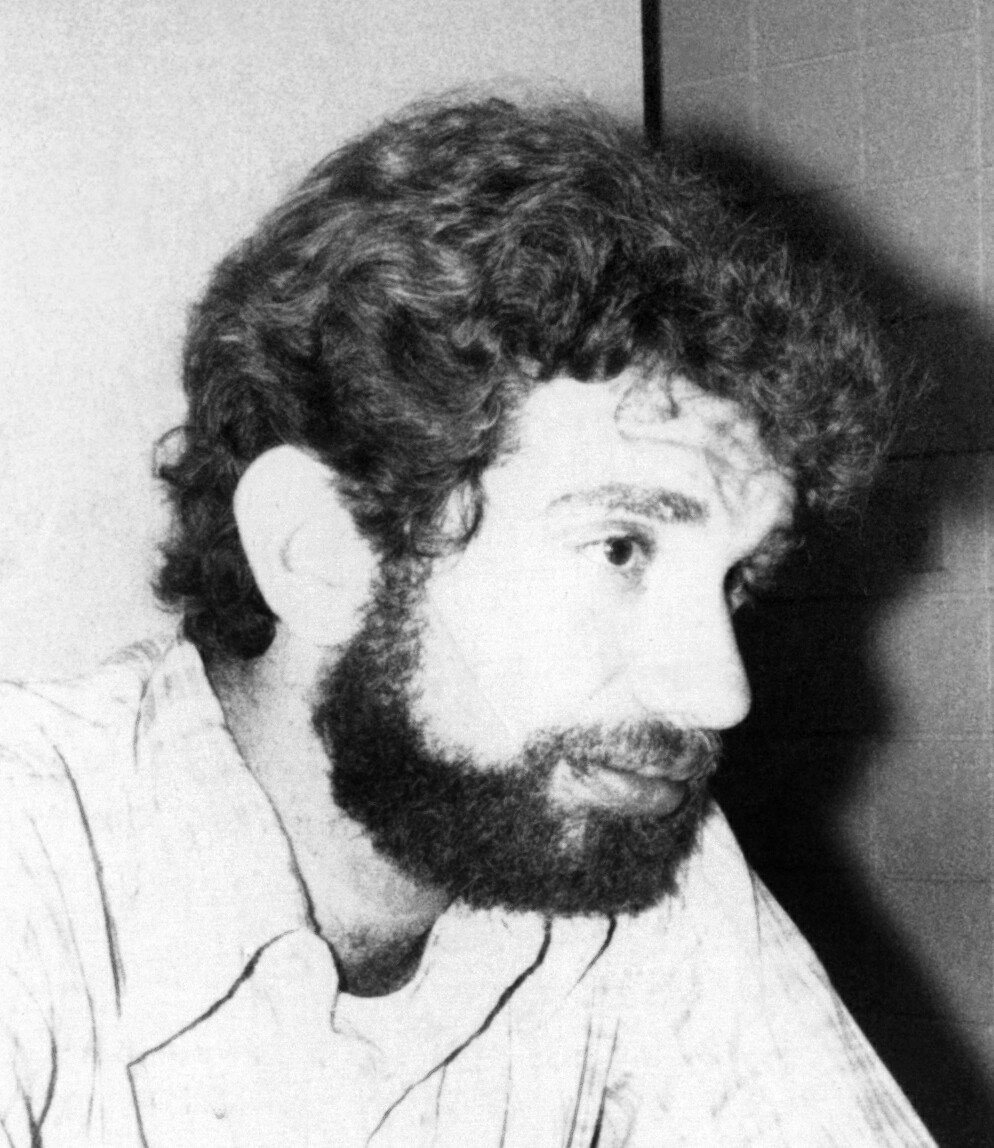
Paul Schechter 1977

Paul L. Schechter (* 30. Mai 1948 in der Bronx, New York City) ist ein US-amerikanischer Astrophysiker, beobachtender optischer Astronom und Kosmologe.
Schechter studierte an der Cornell University mit dem Bachelor-Abschluss 1968 und wurde 1974 am Caltech promoviert. Als Post-Doktorand war er am Institute for Advanced Study (1974/75) und an der University of Arizona (Stewart Observatory). Er war Assistant Professor an der Harvard University und ab 1988 Professor am Massachusetts Institute of Technology (William A. Burden Professor für Astrophysik). Er war auch am Kitt Peak National Observatory und an den Carnegie Observatories angestellt.
In den 1970er Jahren führte er empirisch eine Verteilungsfunktion der Leuchtkraft von Objekten wie Sternen oder Galaxien in Haufen ein, mit einer Potenzverteilung für kleine Leuchtkraft und exponentiellen Abschneiden für größere Leuchtkraft (Leuchtkraft-Funktion von Schechter). Das fand später im Press-Schechter-Formalismus eine Erklärung, den er mit William H. Press entwickelte. Er untersucht Galaxien und Galaxienhaufen und die Verteilung dunkler Materie in diesen, analysierte die Bewegung der Lokalen Gruppe zum Virgo-Galaxienhaufen und untersuchte Gravitationslinsen mit den sich daraus sich ergebenden Materieverteilungen. Er war auch wesentlich an der Entwicklung der aktiven Optik der Magellan-Teleskope beteiligt.
Er ist Mitglied der National Academy of Sciences (2003) und der American Academy of Arts and Sciences (2017).